# Roman Zach
Roman Zach (* 13. června 1973 Ústí nad Labem) je český herec. Je známý z televizního seriálu Ordinace v růžové zahradě jako gynekolog MUDr. Michal Šebek, ze seriálu Redakce jako Kamil Fořt, ze seriálu Modrý kód (později Sestřičky) jako MUDr. Roman Nikolajev Vilkin (Rasputin).
Vystudoval střední průmyslovou školu stavební v Děčíně, poté studoval na DAMU.
Vedle hraní také skládá scénickou hudbu pro divadlo i film.
V roce 2016 se zúčastnil taneční soutěže StarDance, kde tančil s Andreou Třeštikovou.
V roce 2019 se zúčastnil šesté řady zábavné televizní show Tvoje tvář má známý hlas, kde se umístil na 3. místě.
Svou výškou 204 cm (některé zdroje uvádějí až 206 cm)[zdroj?] patří mezi nejvyšší české herce.

## Životopis
Roman Zach se narodil 13. června 1973 v Ústí nad Labem. V 19 letech vystudoval Střední průmyslovou školu stavební v Děčíně, ale jeho kroky směřovaly na pražskou DAMU. Tamní studium si prodloužil na osm let, protože se mu nechtělo na vojnu, nakonec ale školu ani nedokončil.
Po opuštění studia DAMU zamířil do pražského Činoherního klubu (1995-2004), kde získal první pořádné angažmá. Následovalo Národní divadlo (1996/1997), Dejvické divadlo a také Činoherní studio v jeho rodném Ústí nad Labem, kde si zahrál např. roli Hamleta. V současné době je na volné noze, nejvíce jej ale můžeme vidět především v Divadle Komediograf a divadle Studio DVA. Více než dva metry vysoký herec dnes hraje v inscenacích Skečmen, Jméno, Obchod na korze.
Tvář Romana Zacha se stala známou až v roce 1999, kdy poprvé vstoupil na televizní obrazovky, kde se stal prvním moderátorem videoherního pořadu Game Page. Poté v roce 2000 hrál v Hodině tance a lásky v režii Viktora Polesného nebo Městě bez dechu v režii Ivana Pokorného. Tyto role mu ještě slávu nepřinesly. Mezi nejvyhledávanější herce ho katapultovaly až role sukničkářského fotografa Kamila v televizním seriálu TV Nova Redakce (2004). V té době se jeho hvězda rozzářila naplno. Ve stejném roce si stačil ještě zahrát jednu z hlavních rolí ve filmu Vaterland – lovecký deník (role Viléma, režisér David Jařab) a v seriálu Hop nebo trop (role Mikuláše). O rok později ztvárnil postavu doktora Michala Šebka v seriálu Ordinace v růžové zahradě. V roce 2016 se zúčastnil taneční soutěže StarDance, kde tančil s Andreou Třeštíkovou. Skončil na čtvrtém místě. O rok později začal účinkovat v seriálu Modrý kód, kde ztvárňuje ruského doktora MUDr. Romana Nikolajeva Vilkina (Rasputin). V roce 2019 se zúčastnil šesté řady zábavné televizní show Tvoje tvář má známý hlas, kde se umístil na třetím místě.
Kromě herectví se Roman Zach věnuje svému dalšímu koníčku - hudbě. Skládá ji jak pro divadlo, tak film. Je autorem hudby k filmu Skins, Vaterland – lovecký deník, k divadelním inscenacím Národního divadla, divadla Komedie, Činoherního studia v Ústí nad Labem, ale i Staatstheater Darmstadt či Schauspiel Köln. Jako autor hudby se podílel i na projektu režiséra Dušana Pařízka na prestižním mezinárodním divadelním festivalu Salzburger Festspiele.

## Filmografie

### Herecká filmografie
| Rok       | Název                                | Role                                    | Poznámky                                    |
| --------- | ------------------------------------ | --------------------------------------- | ------------------------------------------- |
| 1995      | O Šedivákovi                         | stráž                                   | televizní film                              |
| 1995      | Nováci                               |                                         | televizní seriál                            |
| 1997      | Berenika stříhá vlasy                | role neurčena                           | televizní film                              |
| 1999      | Totem, tabu a andělé                 | Jakub                                   |                                             |
| 2000      | Přízraky mezi námi                   |                                         | televizní seriál                            |
| 2000      | Vražedná přehlídka                   |                                         | televizní film                              |
| 2001      | Černí andělé                         | velitel                                 | televizní seriál                            |
| 2001      | Naše děti                            | Kajetán, mistr zvuku                    | televizní film                              |
| 2001      | Nikdo neměl diabetes                 | MUDr. Stanislav Mišurec                 | televizní film                              |
| 2001      | Trosečník                            |                                         | televizní film                              |
| 2002      | Únos domů                            | Dlouhý                                  | televizní film                              |
| 2003      | Hodina tance a lásky                 | Weismüller                              | televizní film                              |
| 2003      | Město bez dechu                      | Rosťa                                   | televizní film                              |
| 2004      | Hop nebo trop                        | Mikuláš Horký                           | televizní seriál                            |
| 2004      | Redakce                              | Kamil Fořt                              | televizní seriál                            |
| 2004      | Vaterland – lovecký deník            | Vilém Czadsky                           |                                             |
| 2005      | Štěstí                               |                                         | televizní film                              |
| 2005      | Ordinace v růžové zahradě            | MUDr. Michal Šebek                      | televizní seriál, cena TýTý                 |
| 2006      | Letiště                              |                                         | televizní seriál, díl: Celebrita            |
| 2006      | Ordinace v růžové zahradě            | MUDr. Michal Šebek                      | televizní seriál                            |
| 2007      | Bouřlivě s tebou                     | Arnošt                                  | televizní film                              |
| 2008      | Černá sanitka                        | Průvodce                                | televizní seriál                            |
| 2008      | Soukromé pasti                       | doktor Vítek Lemberk                    | televizní cyklus                            |
| 2009      | Expozitura                           | Martin Bednář                           | televizní seriál                            |
| 2009      | Pouta                                | Petr Klein                              | televizní film                              |
| 2010      | Hlava – ruce – srdce                 | por. Heinrich Roth                      | televizní film                              |
| 2010      | Zázraky života                       | RNDr. David Salač                       | televizní seriál                            |
| 2010      | Ženy v pokušení                      | Dan                                     |                                             |
| 2012      | Jak na Internet                      | moderátor                               | edukativní seriál                           |
| 2012      | Ulice                                | Pavel „Admirál“ Klimeš                  | televizní seriál                            |
| 2012      | Policajti z centra                   | vyšetřovatel Carlos                     |                                             |
| 2012      | Obchoďák                             | otec Míši                               | televizní seriál                            |
| 2013      | Nevinné lži                          | Marek                                   | televizní cyklus                            |
| 2013      | Cyril a Metoděj – Apoštolové Slovanů | Metoděj                                 | dokumentární drama, film i krátký seriál    |
| 2013      | Cesty domů                           | JUDr. Hynek Kenigr                      | televizní seriál                            |
| 2014      | Fair play                            | Marek Kříž                              | televizní film                              |
| 2016      | Já, Olga Hepnarová                   | psychiatr Vaverka                       | televizní film                              |
| 2016      | Ohnivý kuře                          | Šimon/bratranec Pavel                   | televizní seriál                            |
| 2016      | Anthropoid                           | otec Vladimír Petřek                    | televizní film                              |
| 2016      | Já, Mattoni                          | Jan baron Teuberg                       | televizní seriál                            |
| 2016      | V.I.P vraždy                         | Erik Zikmund                            | televizní seriál                            |
| 2016      | Nebojte se Internetu                 | moderátor                               | TV minisérie                                |
| 2017      | Trapný padesátky                     | MUDr. Šťáhlav                           | televizní seriál, díl: „Pilulky pro štěstí“ |
| 2017      | Život a doba soudce A.K.             | Fait                                    | televizní seriál, díl: „Pánská jízda“       |
| 2017      | Jako z filmu                         |                                         | televizní film                              |
| 2017      | Bydlet jako...                       | moderátor                               |                                             |
| 2017      | Svět pod hlavou                      | StB kpt. Klíma                          | televizní seriál                            |
| 2017      | Modrý kód                            | MUDr. Roman Nikolajev Vilkin (Rasputin) | televizní seriál                            |
| 2018      | Metanol                              | šéf ÚOOZ Roman Chalaš                   | televizní film                              |
| 2018      | Modrý kód                            | MUDr. Roman Nikolajev Vilkin (Rasputin) | televizní seriál                            |
| 2018      | Bydlet jako...                       | moderátor                               |                                             |
| 2018      | Dáma a Král                          | Ondřej Petrovský                        | televizní seriál                            |
| 2018–2021 | Sestričky                            | Oliver, ředitel nemocnice               | slovenský televizní seriál                  |
| 2019      | Kriminálka 5.C                       | Kája Karásek (otec)                     | televizní seriál                            |
| 2019      | Modrý kód                            | MUDr. Roman Nikolajev Vilkin (Rasputin) | televizní seriál                            |
| 2019      | Bydlet jako...                       | moderátor                               |                                             |
| 2020      | Princezna zakletá v čase             | Archivald                               | pohádka                                     |
| 2020      | Hledání ztracených světů             | průvodce                                | dokument                                    |
| 2020      | Sestřičky Modrý kód                  | MUDr. Roman Nikolajev Vilkin (Rasputin) | televizní seriál                            |
| 2021      | Deníček moderního fotra              | Natašin otec                            |                                             |
| 2021      | Hvězdy nad hlavou                    | architekt Jan Veselý                    | televizní seriál                            |
| 2021      | Třídní schůzka                       | Vašata                                  | internetový seriál                          |
| 2021      | 1. mise                              | MUDr. Roman Nikolajev Vilkin            | televizní seriál                            |
| 2021      | Hlavně to zdraví                     |                                         | televizní cyklus                            |
| 2023      | Zoo                                  | Roman Pekař                             | televizní seriál                            |
| 2023      | Případy mimořádné Marty              | kpt. Mgr. Adam Kreiner                  | televizní seriál                            |

### Skladatelská filmografie
- Nevinné lži (televizní seriál, 2013)

## Divadlo

### Aktuální inscenace:

###### Divadlo X10
- Obchod na korze  (prem.: 23.9.2016)

###### Divadlo Bez zábradlí
- Mnoho povyku pro nic  (prem.: 20.5.2016)

###### Studio DVA divadlo
- Moje tango  (prem.: 20.9.2018)
- Věra*  (prem.: 12.10.2017)
- Funny Girl  (prem.: 24.2.2017)

###### Divadlo verze
- Jméno  (prem.: 25.3.2015)

###### SpoluHra
- Prolomit vlny  (prem.: 26.11.2018)

### Hudba:

###### Divadlo X10
- Zmrzačení  (prem.: 24.5.2019)

### Neaktuální inscenace:

###### Národní divadlo [Stavovské divadlo]
- Zahradní slavnost  (prem.: 13.6.2013, uváděno do: leden 2016)

#### Divadlo na Vinohradech [velká scéna]
- Rebeka  (prem.: 22.2.2013, uváděno do: říjen 2014)

#### Divadlo Na zábradlí [hlavní scéna]
- Život Galileiho  (prem.: 21.12.2012, uváděno do: leden 2014)
- Kolonie  (prem.: 17.11.2011, uváděno do: červen 2012)

#### A studio Rubín
- Kiler  (prem.: 18.2.2012, uváděno do: červen 2013)

#### Divadlo Na Fidlovačce
- Rok na vsi  (prem.: 6.11.2014, uváděno do: rok 2016)

#### Letní shakespearovské slavnosti
- Zkrocení zlé ženy  (prem.: 23.6.2011, uváděno do: srpen 2015)

#### MeetFactory
- Buzní kříž  (prem.: 13.1.2012, uváděno do: červen 2012)
- Silní  (prem.: 28.2.2011, uváděno do: prosinec 2012)

#### Lachende Bestien
- Pornogeografie  (prem.: 10.12.2015, uváděno do: květen 2018)

#### Divadelní léto pod plzeňským nebem
- Lhář  (prem.: 29.6.2014, uváděno do: léto 2015)

#### Činoherní studio Ústí nad Labem
- Separatisté  (prem.: 9.10.2008)

#### Divadlo Komedie
- Hodina, ve které jsme o sobě nevěděli  (prem.: 10.5.2012, uváděno do: červenec 2012)
- Srdce temnoty  (prem.: 4.11.2011, uváděno do: červenec 2012)
- miusee@poetrymusical  (prem.: 15.1.2011, uváděno do: červenec 2012)
- Touhy a výčitky  (prem.: 30.11.2010, uváděno do: červen 2012)
- Hosté  (prem.: 30.10.2009, uváděno do: prosinec 2010)
- Lvíče  (prem.: 7.2.2009, uváděno do: leden 2012)
- Spiknutí  (prem.: 2.12.2008, uváděno do: prosinec 2010)
- Snílci  (prem.: 5.6.2008)
- Karlovo náměstí  (prem.: 7.3.2008, uváděno do: duben 2011)
- Nadváha, nedůležité: neforemnost  (prem.: 18.1.2008, uváděno do: červen 2012)
- Faust  (prem.: 28.6.2007)
- Utrpení knížete Sternenhocha  (prem.: 20.4.2007, uváděno do: červen 2012)
- Světanápravce  (prem.: 30.11.2006, uváděno do: červen 2012)
- Žižkov  (prem.: 19.10.2006, uváděno do: duben 2011)
- Sportštyk  (prem.: 25.4.2006)
- Vodičkova-Lazarská (Příběhy nalezené na ulici) (prem.: 1.12.2005, uváděno do: duben 2011)
- Předtím / Potom (prem.: 22.6.2005)
- Parsifal (prem.: 29.4.2005)
- Kvartet (prem.: 5.4.2004)

## Práce pro rozhlas
- 2009 Příběhy z konce světa, sedm povídek z Latinské Ameriky, Připravil a hudbu vybral Jiří Vondráček. Účinkují Andrea Elsnerová a Roman Zach. Režie Aleš Vrzák, Český rozhlas.[2]